# Order Zasługi Czerwonego Sztandaru Pracy
Order Zasługi Czerwonego Sztandaru Pracy (węg. Munka Vörös Zászló Érdemrend) – wysokie odznaczenie cywilne WRL, nadawane w latach 1953–1989 za zasługi w budowaniu socjalizmu.
Istniały jego trzy wersje różniące się lekko wyglądem odznaki:
- 1953–1954: 52 odznaczonych,
- 1954–1957: 220 odznaczonych,
- 1957–1989: 594 odznaczonych,

a także mała (20 mm wielkości) odznaka odznaczenia zbiorowości.